# Tristan Garcia
Tristan Garcia  (Toulouse, 1981) es un escritor y filósofo francés. Es profesor-investigador de Filosofía en la Universidad de Picardía Julio Verne.
Doctor en filosofía, su tesis (dirigida por la filósofa Sandra Laugier) se tituló Artes antiguas, artes nuevas. Las formas de nuestras representaciones, desde la invención de la fotografía hasta hoy. En 2010 publicó una versión revisada y abreviada de su tesis con el título Une histoire artistique du XXe siècle. Antes, en 2007, había publicado una obra filosófica titulada L'image (Editions Atlande). En 2011 publicó un ensayo sobre Jeremy Bentham titulado Nous, animaux et humains (François Bourin Editeur).
Muy interesado en el cine y las series de televisión, trató dos veces de ingresar en La Fémis (nombre popular de la prestigiosa Fondation Européenne pour les Métiers de l'Image et du Son). Según él mismo declaró, tuvo una entrevista oral con Benoît Jacquot en la que cometió la imprudencia de hablar mal del director de cine Jacques Rivette.
Afín a las formas narrativas clásicas, tanto cinematográficas (entre sus autores favoritos están Clouzot, Franju y Otto Preminger –El rapto de Bunny Lake es su película preferida-) como literarias (el Abate Prévost, F. Scott Fitzgerald, Thomas Pynchon), declaró que la ciencia ficción le había salvado del saber academicista, de Blanchot, de la Nouveau Roman. 

Espero que se ponga entre paréntesis ese largo periodo modernista. Es necesario contar historias, representar el mundo.

## Novelas
Su primera novela, La mejor parte de los hombres, fue rechazada por cinco editoriales hasta que se publicó en Gallimard en septiembre de 2008. El libro refleja, a través del destino de tres personajes, la llegada del sida al mundo homosexual durante la década de 1980. La novela fue uno de los éxitos del año literario de 2008 en Francia y tuvo una buena acogida por parte de la crítica. Recibió por unanimidad el Premio de Flore de 2008.
En 2010 apareció su segunda novela, Mémoires de la jungle, que recibió juicios muy dispares por parte de la crítica.

## Obras

### Obras literarias
- La meilleure part des hommes (2008)
  - Disponible en español: La mejor parte de los hombres. Barcelona, Anagrama (2011). ISBN 978-8433975546
- Mémoires de la jungle (2010)
- En l'absence de classement final (2012)
- Les cordelettes de Browser (2012)
- Faber: Le destructeur (2013)
- 7 (2015)
- La Ligne (2016)

### Ensayos
- L'Image (2007)
- Nous, animaux et humains. Actualité de Jeremy Bentham (2011)
- Forme et objet: Un traité des choses (2011)
- Six Feet Under: Nos vies sans destin (2012)
- La vie intense. Une obsession moderne (2016)
  - Disponible en español: La vida intensa. Una obsesión moderna. Barcelona, Herder (2019). ISBN 978-8425440991
- Nous (2016)
  - Disponible en español: Nosotros. Buenos Aires, Isla Desierta (2021). ISBN 978-9874732354

### Trabajos en inglés
- Hate: A Romance. Trans. Marion Duvert and Lorin Stein. New York: Faber and Faber, 2010.
- "Crossing Ways of Thinking: On Graham Harman's System and My Own." Parrhesia 16 (2013). 14-25.
- Form and Object: A Treatise on Things. Trans. Mark Allan Ohm and Jon Coburn. Edinburgh: Edinburgh University Press, 2014.
- "Another Order of Time: Towards a Variable Intensity of the Now." Parrhesia 19 (2014). 1-13.
- The Life Intense: A Modern Obsession. Trans. Abigail RayAlexander, Christopher RayAlexander, Jon Cogburn. Edinburgh: Edinburgh University Press, 2018.